# Железнодорожная терминология
Железнодорожная терминология
| # А Б В Г Д Е Ё Ж З И К Л М Н О П Р С Т У Ф Х Ц Ч Ш Щ Э Ю Я |

## А
- А — серия паровозов (Паровоз А)
- АБТЦ — автоблокировка с тональными рельсовыми цепями и централизованным размещением аппаратуры
- Автоблокировка (автоматическая блокировка) — система автоматического регулирования интервалов между железнодорожными поездами, попутно следующими по железнодорожному перегону[1][2].
- Автоведение — система частичного или полного автоматического управления поездом (происходит без непосредственного постоянного участия машиниста)[3].
- Автомотриса — автономный железнодорожный вагон с собственным двигателем
- Автосцепка — автоматическое сцепное устройство для сцепления между собой единиц подвижного состава.
- АРС — Система Автоматического Регулирования Скорости
- АЛСН — Автоматическая Локомотивная Сигнализация Непрерывного действия
- АЛСР — Автоматическая Локомотивная Сигнализация с использованием Радиоканала
- АЛСТ — Автоматическая Локомотивная Сигнализация Точечного съема информации
- АСООД — Автоматизированная система обнаружения вагонов с отрицательной динамикой

## Б
- Б — серия паровозов (Паровоз Б).
- Багажный вагон
- Бандаж — стальное или резиновое кольцо или пояс, надеваемый на колёсные пары для увеличения их прочности и уменьшения износа.
- БМРЦ — система блочной маршрутно-релейной централизации управления движением поездов на станции.
- Боксование — проскальзывание колёсных пар тягового подвижного состава по отношению к поверхности рельса (поверхность качения колёсной пары имеет линейную скорость выше, чем поверхность рельса).
- Балласт — минеральный сыпучий материал для балластной призмы[4][5].
- Балластная призма
- Блок-участок — часть железнодорожного пути между станциями, которая используется при автоблокировке или автоматической локомотивной сигнализации. Он ограничен проходными светофорами или станцией.[6]
- Боковой путь — маршрут, по которому следует подвижной состав, когда он меняет направление движения на стрелочном переводе.
- Бригада специального подвижного состава — группа специалистов, которые отвечают за управление и обслуживание специализированного подвижного состава.
- Бронепоезд
- Букса
- Бустерная секция
- Буфер — ударное устройство, которое служит для амортизации (поглощения) продольных ударных и сжимающих усилий, возникающих в составе при движении поезда и при маневровой работе[7].
- Буферные фонари

## В
- В — серия паровозов (Паровоз В).
- Вагон
- Вагон беспересадочного сообщения
- Вагон-рельсосмазыватель
- Вагонная тележка — основной элемент ходовой части вагона, поворотное устройство, на которое опирается кузов вагона.
- Вагонное депо
- Вагоноопрокидыватель — специальное сооружение для механизированной разгрузки вагонов с насыпными и навалочными грузами.
- Вагон-цистерна
- ВВК — высоковольтная камера[8].
- Верхнее строение пути
- Водомерное стекло
- Воздухораспределитель
- Воздушный промежуток — сопряжение смежных участков контактной сети с электрической изоляцией (токораздел).
- Воздушный тормоз Вестингауза — системы привода тормозов в железнодорожном транспорте, использующие для работы сжатый воздух[9].
- Восстановительный поезд
- Вспомогательный пост — пост на участке пути, который не имеет разветвлений и предназначен только для обслуживания пункта примыкания подъездного пути. Для поездов, которые следуют по всему участку, он не является раздельным пунктом.
- ВЧД — то же, что и вагонное депо.
- В-СибЖД — Восточно-Сибирская железная дорога.

## Г
- Г — серия паровозов (Паровоз Г).
- Габарит погрузки — предельное поперечное очертание, в пределах которого груз (включая упаковку и крепления) должен находиться на открытом подвижном составе, когда он стоит на прямом горизонтальном пути.
- Габарит приближения строений — предельное поперечное очертание, внутрь которого не должны заходить никакие части сооружений и устройств (исключая устройства, предназначенные для непосредственного взаимодействия с подвижным составом).
- Габаритные ворота
- Гарантийный участок — участок в пределах одной железной дороги или смежных железных дорог, ограниченный пунктами технического обслуживания, протяженность которого определяется исходя из необходимости безопасного проследования вагонов в исправном состоянии в составе поезда.
- ГДП – график движения поездов
- ГЖД — Горьковская железная дорога
- Гидравлическая передача
- Главные пути — пути перегонов, а также пути станции, являющиеся непосредственным продолжением путей прилегающих перегонов и, как правило, не имеющие отклонения на стрелочных переводах.
- Глухое пересечение — пересечение железнодорожных путей в одном уровне, устроенное без стрелок.
- Горка — сортировочная горка

## Д
- Д — дирекция управления движением
- ДВЖД — Дальневосточная железная дорога
- Двухмашинный агрегат
- ДЖД — Детские железные дороги — учреждения дополнительного образования и профориентации детей, использующие подвижной состав узкой колеи.
- ДЛВОК — дежурный по вокзалу
- ДНЦ — поездной диспетчер
- ДНЧ — ревизор по движению
- ДС — начальник станции; дословно: движение станция
- ДСЗ — заместитель начальника станции
- ДСГ — главный инженер станции
- ДСД — составитель поездов
- ДСП — дежурный по станции — сменный помощник начальника станции, единолично распоряжающийся приемом, отправлением и пропуском поездов, а также другими передвижениями подвижного состава.
- ДСПГ — дежурный по горке
- ДСПП — дежурный по парку
- ДСПЦ — дежурный станционного поста централизации
- ДСЦ — маневровый диспетчер
- ДСЦС — станционный диспетчер
- ДТВ — дирекция тепло- и водоснабжения
- ДПОУ — дирекция пассажирских обустройств (участок производства)
- Дизель-поезд
- Дистанция лесозащитных насаждений
- Дистанция пути (ПЧ — Путевая часть)
- Дистанция сигнализации и связи (ШЧ — Шаровая часть)
- Дрезина
- Думпкар

## Е
- Е — серия паровозов (Паровоз Е)
- ЕТС — Единая транспортная система
- ЕСР — Единая сетевая разметка

## Ж
- Ж — серия паровозов (Паровоз Ж)
- Железнодорожная станция
- Железнодорожно-строительные машины — один из видов специального подвижного состава, имеющий один или несколько рабочих органов, выполняющих работы по строительству, всем видам ремонтов, содержанию и техническому обслуживанию сооружений и устройств железных дорог. (Путевые машины)
- Железнодорожный мост
- Железнодорожный переезд — место пересечения железнодорожных путей в одном уровне автомобильными дорогами и трамвайными путями.
- Железнодорожный подъездной путь — путь, предназначенный для обслуживания отдельных предприятий, организаций и определенных грузоотправителей и грузополучателей, связанный с общей сетью железных дорог непрерывной рельсовой колеей и принадлежащий железной дороге или организации.
- Железнодорожный тоннель
- Железнодорожный узел

## З
- З — серия паровозов (Паровоз З)
- ЗУ — устройство заземления
- ЗабЖД — Забайкальская железная дорога
- З-СибЖД  — Западно-Сибирская железная дорога

## И
- И — серия паровозов (Паровоз И)
- І (И десятеричное) — серия паровозов (Паровоз І)
- Изотермический вагон
- ИДП — инструкция по движению поездов и маневровой работе, одна из трёх основных инструкций на железных дорогах СССР и России (наряду с ПТЭ и ИСИ)
- Индекс грузового поезда — специальный код, состоящий из 10 цифр, присваиваемый всем грузовым поездам на станции их формирования. Первые четыре цифры - единая сетевая разметка (ЕСР) станции формирования поезда, следующие две - порядковый номер состава, сформированного на этой станции, а последние четыре - ЕСР станции назначения поезда.
- Интенсивное движение поездов — размеры движения пассажирских и грузовых поездов (в сумме) по графику на двухпутных участках более 50 пар и однопутных - более 24 пар в сутки.
- ИСИ — инструкция по сигнализации, одна из трёх основных инструкций на железных дорогах СССР и России (наряду с ПТЭ и ИДП)
- ИС — серия паровозов (Паровоз ИС)

## К
- К — серия паровозов (Паровоз К)
- Кабина машиниста
- Канадская комфортная кабина
- Контроллер 21KR
- КЖД — Калининградская железная дорога
- КбшЖД — Куйбышевская железная дорога
- КрасЖД — Красноярская железная дорога
- КЛУБ —Комплексное локомотивное устройство безопасности
- Колёсная пара — основной элемент ходовой части подвижного состава
- Контактная сеть — совокупность проводов, конструкций и оборудования, обеспечивающих передачу электрической энергии от тяговых подстанций к токоприемникам электроподвижного состава.
- Конусное устройство — устройство в дымовой коробке паровоза, предназначенное для создания и регулировки тяги в топке паровоза.
- Костыль — гвоздь, забиваемый в шпалы
- КПД — Коэффициент полезного действия локомотива[10]
- Крестовина — элемент стрелочного перевода
- Крытый вагон
- КТСМ — комплекс технических средств модернизированный / комплекс технических средств мониторинга (потомок ДИСКа)
- КТП — комплектная трансформаторная подстанция
- КТППО — комплектная трансформаторная подстанция подъёмно-опускного типа
- Кузов вагонного типа

## Л
- Л — серии паровозов (Паровоз Л, паровоз Л (пассажирский))
- ЛВ — серия паровозов (Паровоз ЛВ)
- ЛВОК — начальник вокзала
- ЛВЧД (Л - телеграфный шифр пассажирской службы) + ВЧД) — пассажирское вагонное депо
- ЛНП — (Л — шифр пассажирской службы) начальник поезда[11].
- Локомотив
- Локомотивная бригада — работники, назначенные для обслуживания локомотивов, а также моторвагонных поездов.
- Локомотивная тележка

## М
- М — серия паровозов (Паровоз М)
- Маршрут
- МВПС — Моторвагонный подвижной состав
- Метельник (скотоотбойник) — приспособление, смонтированное на передней части локомотива или головном вагоне моторвагонного подвижного состава (МВПС), для сброса с железнодорожного пути любых посторонних предметов.
- МЖД — Московская железная дорога
- МПС — Министерство путей сообщения

## Н
- Н — серия паровозов (Паровоз Н)
- НГЧ — дистанция гражданских сооружений.
- Непогашенное ускорение

## О
- О — серия паровозов (Паровоз О)
- Одностороннее кольцо — способ организации быстрого разворота пассажирского транспорта, при котором скорость движения не отличается от обычной линейной.
- ОЖД — Октябрьская железная дорога
- ОРВ — осмотрщик вагонов
- ОРВС — старший осмотрщик вагонов
- Окно
- Осевая формула локомотива — условное описание основных параметров экипажной части локомотива.
- Осевая формула тепловоза и электровоза
- Осевая формула паровоза
- Остановочная платформа — платформа, проходящая параллельно железнодорожным путям, предназначенная для посадки и высадки пассажиров пригородных поездов.
- Остановочный пункт — то же, что и остановочная платформа, однако посадка-высадка пассажиров может осуществляться и при отсутствии самой платформы
- Остряк — элемент стрелочного перевода
- Ось вагона или локомотива — элемент колёсной пары, служит для крепления на ней колёс. В осях измеряется условная длина поезда.

## П
- Паровоз
- Песочница — ёмкость с песком, устанавливаемая на тяговом подвижном составе
- ПС — пост секционирования
- ПМД — поезд повышенной массы и длины
- ПМС — механизированное передвижное предприятие путево́го хозяйства
- Платформа (вагон) — грузовой вагон открытого типа, предназначенный для перевозки длинномерных, штучных грузов, контейнеров и оборудования, не требующих защиты от атмосферных воздействий.
- Поезд — сформированный и сцепленный состав вагонов с одним или несколькими действующими локомотивами или моторными вагонами, имеющий установленные сигналы

- Подвижной состав — любые самоходные и несамоходные локомотивы и вагоны, все кроме грузов на своих осях.
- Поворотный круг — устройство для разворота на 180° подвижного состава
- Поворотный треугольник — соединение железнодорожных путей в виде треугольника, с помощью которого можно развернуть на 180° подвижной состав
- Пожарный поезд
- Ползун — плоский участок на поверхности катания колеса
- Полувагон
- ПОНАБ — прибор обнаружения нагретых букс
- Порожний вагон — пустой, ничем не наполненный, без груза
- Почтовый вагон
- ПТЭ — правила технической эксплуатации железных дорог, основная инструкция на железных дорогах СССР и России.
- Путевой шуруп (глухарь) — крепёжное изделие, вкручиваемое в шпалы.
- Путевой энергопоглощающий упор — стационарный амортизатор, закрепляемый на торце тупиковой призмы и служащий для предупреждения выезда следующего на небольшой скорости поезда на тупиковую призму, что позволяет избежать повреждения тупикового упора и подвижного состава[12].
- Путевые машины
- ПЧ — дистанция пути
- ПЭМ — поездной электромеханик[11]
- ППВ — проводник пассажирского вагона
- ПРС — поездная радиосвязь[13]
- ПривЖД — Приволжская железная дорога

## Р
- Р — серия паровозов (Паровоз Р)
- Размер движения
- РБ (РБМ) — рукоятка бдительности машиниста[14]
- РЭД — ремонтно-эксплуатационное депо
- РВ-1М
- Реверсивное торможение
- Рекуперативное торможение
- Рекуперативно-реостатное торможение
- Рельсы
- Рельсовый автобус, он же Автомотриса
- Реостатное торможение
- Рефрижераторный вагон
- Рефрижераторная секция
- Русская колея

## С
- С — серии паровозов (Паровоз С, паровоз Су)
- САВПЭ — Система Автоматического Ведения Пригородного Электропоезда
- САИПС — Система Автоматической Идентификации Подвижного Состава[15]
- САУТ — система автоматического управления торможением
- Светофор — устройство для видимой сигнализации на железных дорогах, подающее сигналы в любое время суток только светом огней (а именно, цветом, миганием, числом, расположением огней).
- СДПМ —  Снегоочиститель (путевая машина)
- Светофорная сигнализация — часть сигнализации на железных дорогах и подобном рельсовом транспорте, выполненная на основе железнодорожных светофоров.
- Секция локомотива
- Семафор — средство сигнализации для подвижного состава на железных дорогах, оборудованных полуавтоматической блокировкой (или электрожезловой системой) и ключевой зависимостью стрелок и сигналов.
- СИПТМ —  Система индикации плотности тормозной магистрали
- СМЕ — Система многих единиц
- СМП — Строительно-монтажный поезд
- СЖД — Северная железная дорога
- СвЖД — Свердловская железная дорога
- Северные железные дороги
- СКЖД — Северо-Кавказская железная дорога
- Сортировочная станция — железнодорожная станция для массового расформирования и формирования поездов
- Сочленённый паровоз — паровоз, ходовая часть которого состоит из двух и более экипажей, которые размещены на поворотных тележках[16][17].
- Спальный вагон
- Стрелка (Стрелочный перевод) — элемент стрелочного перевода
- Стрелочный электропривод
- Струна (контактная сеть) — один из элементов контактной сети, удерживает контактный провод
- Струна (СЦБ) — электрическая цепь БМРЦ, повторяющая схему станции
- Сцепной вес локомотива — сумма всех нагрузок от движущих (сцепных) колёс локомотива на рельсы[18].

## Т
- Т — серии паровозов (Паровоз Т, паровоз Та, Паровоз Тб)
- Тарифный пункт, транзитный пункт — пункты (станции), расстояние между которыми (тарифное расстояние) учитывается при составлении тарифного руководства.
- ТД (ТЭД) — Тяговый электродвигатель
- Тепловоз
- Тифон — пневматическое звуковое устройство (гудок) высокой мощности для подачи сигналов в условиях плохой видимости.
- Тормозная магистраль
- ТСКБМ — Телемеханическая система контроля бодрствования машиниста
- ТРЦ — тональная рельсовая цепь
- ТЧР — ремонтное депо или его начальник
- ТЧ — тяговая часть, то же, что Локомотивное депо
- ТЧМ — машинист поезда или локомотива
- ТЧМИ — машинист-инструктор
- ТЧМП — помощник машиниста поезда или локомотива
- ТЧУ — начальник конторы оперативно-технического учёта работы локомотивного депо
- ТЧЭ — эксплуатационное локомотивное депо (тяговая часть, эксплуатация)
- Тяговый подвижной состав
- Тяговый генератор
- Тяговый привод

## У
- У — серия паровозов (Паровоз У)
- Узкоколейка — Узкоколейная железная дорога
- УКБМ — Устройство контроля бдительности машиниста[19]
- УКСПС — устройство контроля схода подвижного состава[20]
- Улавливающий тупик
- УКЭБ — Устройство Контроля Электронных Билетов

## Ф
- Ф — серии паровозов (Паровоз Ф (системы Ферли), Паровоз Фл (Фламма))
- Ф — серия электровозов (Электровоз Ф)
- Фитинговая платформа

## Х
- Х — серия паровозов (Паровоз Х)
- Хоппер

## Ц
- Ц — президент ОАО «РЖД» (ранее — министр путей сообщения).
- Ц — серия паровозов (Паровоз Ц)
- ЦШ  — Начальник управления[21]

## Ч
- Ч — серия паровозов (Паровоз Ч)
- ЧС — серия электровозов, выпущенных на заводе Škoda (Пльзень,Чехословакия)
- Чебурашка — прозвище электровоза ЧС2

## Ш
- Ш — серия паровозов (Паровоз Ш)
- Ша — серия паровозов (Паровоз Ша)
- Ширина колеи
- Широкая колея — путь железной дороги, ширина которой больше стандартных 1435 мм (4 фута 8½ дюймов).
- Шлагбаум — устройство для быстрого преграждения и освобождения пути в виде поворачивающейся вокруг горизонтальной или вертикальной оси стрелы.
- Шпалы
- ШР — Штепсельный разъём
- ШЧ (шнуровая часть) — дистанция сигнализации и связи

## Щ
- Щ — серия паровозов (Паровоз Щ)

## Ъ
- Ъ — серия паровозов (Паровоз Ъ)

## Ы
- Ы — серия паровозов (Паровоз Ы)

## Ь
- Ь — серия паровозов (Паровоз Ь)

## Э
- Э — серия паровозов (Паровоз Э)
- Э — служба электрификации и энергоснабжения[22]
- Экипажная часть локомотива
- Экипировка локомотива — подготовка локомотива к очередной поездке. В экипировку локомотива входят очередной осмотр, снабжение топливом, смазочными маслами, песком, водой, обтирочными материалами.
- Электрическая передача
- Электрическое торможение
- Электровоз
- Электромеханик СЦБ
- Электромонтёр СЦБ
- Электропоезд
- Электросекция
- ЭПК — электропневматический клапан, Автостоп (железная дорога)
- ЭЦ — электрическая централизация стрелок и сигналов
- ЭЧ (энергочасть) — дистанция электрификации и энергоснабжения
- ЭЧЦ — энергодиспетчер
- ЭЧЭ — начальник тяговой подстанции дистанции электроснабжения
- ЭЧК — начальник района контактной сети дистанции электроснабжения
- ЭЧС — начальник сетевого района дистанции электроснабжения

## Ю
- Юз — проскальзывание колёсных пар тягового подвижного состава по отношению к поверхности рельса (поверхность качения колёсной пары имеет линейную скорость ниже, чем поверхность рельса)
- ЮВЖД — Юго-Восточная железная дорога
- ЮУЖД — Южно-Уральская железная дорога

## Я
- Я — серии паровозов (паровоз Я, Паровоз Я-01)

## Ѳ
- Ѳ (фита) — серия паровозов (Паровоз Ѳ)

## Ѵ
- Ѵ (ижица) — серия паровозов (Паровоз Ѵ)